# Mycetophila pallipes
Mycetophila pallipes är en tvåvingeart som först beskrevs av Johann Wilhelm Meigen 1838.  Mycetophila pallipes ingår i släktet Mycetophila och familjen svampmyggor.
Artens utbredningsområde är Tyskland. Inga underarter finns listade i Catalogue of Life.